# Spark (Instant Messenger)
Spark ist ein freier Instant-Messaging-Client, der in Java geschrieben wurde. 
Spark nutzt das XML-basiertes Messaging-Protokoll XMPP. Damit ist es unter anderem möglich ist, Dateien und Textnachrichten an andere Benutzer über das Internet oder ein lokales Netzwerk zu versenden, sowie Audio- und Videogespräche zu führen. Der Messenger kann Standalone oder als Browser-Plug-in in diversen Webbrowsern genutzt werden. Zum unterstützten Funktionsumfang zählen unter anderem die Möglichkeit des Gruppen-Chats, die Integration von IP-Telefonie sowie eine Rechtschreibprüfung.
Durch die Nutzung des ebenfalls Java-basierten XMPP-Servers Openfire desselben Herstellers oder anderer XMPP-Server-Software, lässt sich eine vom Internet getrennte Kommunikationsinfrastruktur errichten, die einem erhöhten Sicherheitsbedarf gerecht wird, wodurch sich Spark besonders für den Einsatz in Unternehmen eignen soll. Allerdings ist es ebenso möglich das Angebot eines öffentlichen Jabber-Servers mit Spark zu benutzen.
Neben einem kostenlosen Support durch das Internetforum der Nutzer-Community wird zudem auf kommerziellen Support der Unternehmen Version 2 Software und Contegix verwiesen. Der Support von Jive Software, den ursprünglichen Entwicklern der Software, wurde anscheinend im Rahmen der Umwandlung des Projektes in ein reines Community-Projekt eingestellt.
Durch die Nutzung des XMPP-Protokolls unterstützt Spark durch sogenannte Transports die Kommunikation mit AOL Instant Messenger, ICQ, XMPP/Jabber, MSN Messenger sowie Yahoo Messenger.